# جيمس فريمان دانا
جيمس فريمان دانا (بالإنجليزية: James Freeman Dana)‏ هو كيميائي أمريكي، ولد في 23 سبتمبر 1793، وتوفي في 14 أبريل 1827.